# Equilíbrio parcial
Em economia, equilíbrio parcial é um tipo de equilíbrio económico em que o comportamento no mercado específico de algumas mercadorias é obtido independentemente dos preços e quantidades procurados e fornecidos noutros mercados.
Por outras palavras, os preços de todos os bens substitutos e complementares, bem como os níveis de rendimento dos consumidores, são considerados constantes.
Aqui o processo dinâmico é o de ajustamento dos preços até que a quantidade fornecida seja igual à demanda. É uma técnica simples mas poderosa, que permite estudar o equilíbrio, a eficiência e estatísticas comparativas. Esta hipótese simplificadora torna os modelos consideravelmente
mais tratáveis, mas pode produzir resultados que, embora aparentemente precisos, podem não refletir efetivamente o mundo económico real.

## História
Léon Walras foi o primeiro a formalizar a ideia de equilíbrio do sistema económico geral restrita a um período, mas foram o economista francês Antoine Augustin Cournot e o economista inglês Alfred Marshall quem desenvolveu modelos tratáveis para analisar um sistema económico.